# Bücherläuse
Die Bücherläuse (Gattung Liposcelis) sind Insekten der Ordnung der Staubläuse (Psocodea oder Psocoptera); dort der Unterordnung Troctomorpha. Obwohl nahe mit diesen verwandt, gehören sie nicht zu den Läusen. Sie kommen verbreitet und häufig in Wohnungen vor und gelten dort als Lästlinge, in Getreidelagern aber teilweise als bedeutende Vorratsschädlinge. Einige Arten leben auch im Freiland. Anders als Läuse sind sie für den Menschen (von Allergikern abgesehen) direkt harmlos, insbesondere saugen sie kein Blut. Umgangssprachlich bezeichnet man sie auch als Papierläuse.

## Merkmale
Bücherläuse sind kleine, flügellose Insekten mit einer Körperlänge von etwa 0,6 bis 1,8 Millimeter, sie sind von gelblich durchscheinend bis bräunlich gefärbt und manchmal unauffällig durch Bänder gezeichnet. Der Körper ist dorsoventral (von oben nach unten) abgeplattet. Wie fast alle Staubläuse besitzen sie einen im Verhältnis zur Körpergröße recht großen, halbkugeligen und sehr beweglichen Kopf mit einem vorgewölbten und vergrößerten Postclypeus. Die Komplexaugen sind klein und bestehen aus 2 bis 8 Ommatidien, Punktaugen (Ocellen) fehlen. Die Fühler sind relativ kurz und bestehen aus 15 Gliedern, wobei die Glieder der Fühlergeißel sekundär geringelt sind. Die Mundwerkzeuge bestehen aus zwei dreieckig geformten, beißenden Mandibeln mit einer plattenförmigen Molarregion (zum Zerreiben von Nahrungspartikeln) und einer einfachen Spitze, stark abgewandelten Maxillen mit einem stabförmig verlängerten Innenladen (Lacinia) und einem Labium mit stark erweiterten Paraglossae. Die Laciniae dienen vermutlich meißelartig als Schabe- und Stoßwerkzeuge. Die Maxillarpalpen sind viergliedrig, die Labialpalpen zweigliedrig.
Der Rumpf besteht aus einem kurzen Prothorax und dem miteinander verschmolzenen Meso- und Metathorax. Der Prothorax ist in Aufsicht dreigeteilt mit einer Mittelplatte und zwei seitlichen Skleriten (Seitenlappen). Die drei Beinpaare sind etwas abgeflacht. Charakteristisch für die Gattung ist die Gestalt der Hinterschenkel. Diese sind abgeflacht und stark verbreitert, an der breitesten Stelle tragen sie am Vorderrand einen deutlich abgesetzten Höcker. Die Tarsen sind dreigliedrig.
Der Hinterleib ist langgestreckt oval geformt und besteht aus neun deutlich unterscheidbaren Segmenten. Am Hinterende tragen die Weibchen einen kurzen, teilweise reduzierten Legebohrer, der von der Subgenitalplatte verdeckt wird. Bei vielen Arten sind Männchen selten oder unbekannt (Parthenogenese), bei der weltweit verbreiteten Schädlingsart Liposcelis bostrychophila wurden die ersten Männchen 2008 entdeckt. Sind Männchen vorhanden, erkennt man diese daran, dass sie meist blasser gefärbt und kleiner als die Weibchen sind.

## Entwicklung
Bücherläuse besitzen direkte Entwicklung, die Larvenstadien ähneln, abgesehen von der Größe, den imaginalen Insekten und sind bei oberflächlicher Betrachtung kaum von ihnen zu unterscheiden. Die Entwicklung beginnt mit einem Ei, welches im Verhältnis zur Körpergröße recht groß ist; es erreicht ein Drittel der Körperlänge des Weibchens. Eier werden an Substratpartikel angeklebt. Die Zahl der Larvenstadien ist zwischen den Arten, und auch innerhalb derselben Art, variabel, wobei in vielen Fällen für die Weibchen ein Stadium mehr als für die Männchen angegeben wird. Angaben liegen z. B. vor für Liposcelis rufa und Liposcelis brunnea: zwei bis fünf Larvenstadien, sowie für Liposcelis entomophila und Liposcelis bostrychophila: jeweils drei bzw. vier Larvenstadien. Die Entwicklungszeit vom Ei über alle immaturen Stadien bis zur neuen Imago beträgt beim Weibchen unter günstigen Bedingungen zwischen 16 und 25 Tagen, bei Männchen etwas weniger. Die Lebensdauer der Tiere ist stark temperaturabhängig, sie kann zwischen etwa 20 und 80 Tagen liegen, wobei sich der Entwicklungszyklus bei kühleren Temperaturen stark verlängert und verzögert. Bei qualitativ minderwertiger Nahrung und kühlen Temperaturen wurde eine maximale Lebensdauer von 53 Wochen (bei stark verminderter Fortpflanzungsrate) beobachtet. Die Eiproduktion pro Weibchen schwankt zwischen etwa 40 und 110 Eiern, je nach Umweltbedingungen.

## Biologie und Ernährung
Die Ernährung und Lebensweise ist fast ausschließlich bei den synanthropen, als Schädlinge bedeutsamen Arten erforscht worden, während über die freilebenden Arten fast nichts bekannt ist. Entgegen älteren, bis in die 1990er Jahre vertretenen Ansichten können sich Bücherläuse zwar auch, wie fast alle anderen Staubläuse, von Hyphen von (Schimmel-)Pilzen ernähren, sind aber als Nahrung nicht auf diese angewiesen. Insbesondere sind sie imstande, sich auch von intakten und ungeschälten Getreidekörnern als ausschließlicher Nahrungsbasis zu ernähren, darüber hinaus wurde eine Vielzahl mehr oder weniger geeigneter Nahrungssubstrate identifiziert. Viele Arten sind offensichtlich in der Auswahl ihrer Nahrung nicht wählerisch, wenn auch in der Regel deutliche Präferenzen für pflanzliche Produkte mit höherem Feuchtegehalt bestehen.
Die Präferenzbedingungen der Bücherläuse sind erwartungsgemäß je nach Art unterschiedlich. Die meisten aus Haushalten und Lägern bekannten Arten zeigen die höchsten Fortpflanzungsraten bei relativ hohen Temperaturen. Für die meisten Arten wurden Optima um 30 °C ermittelt. Sie vermögen sich aber über einen weiten Temperaturbereich (von unter 20 bis über 40 °C) erfolgreich fortzupflanzen. In jedem Fall sind die Tiere sehr feuchteabhängig. Unter 40 Prozent relativer Luftfeuchte vermögen sie nicht zu existieren, bei 50 Prozent nur im optimalen Temperaturbereich. Je nach Art wurden Optimalbedingungen von 60 Prozent (bei Liposcelis brunnea) bis 80 Prozent ermittelt, während noch höhere Feuchte wieder nachteilig ist.
In beheizten Häusern und Haushalten, abseits von Vorräten, sind Staubläuse in Mitteleuropa deshalb auf Bereiche mit höherer Luftfeuchte angewiesen. Am häufigsten werden sie in Badezimmern angetroffen (in einer spanischen Studie bestätigt). Oft findet man sie an Bodenabflüssen (Gullys). Sie können bei erhöhter Luftfeuchte, z. B. in Kellerräumen, an kühlen Außenwänden oder in frisch verputzten Neubauten, aber fast überall vorkommen, häufig z. B. an oder unter feuchten, gewellten Tapeten. Sie sind hier in Häusern extrem weit verbreitet, werden wegen ihrer geringen Größe aber nicht immer bemerkt. Bei einer Untersuchung in England wurden sie in 15 Prozent aller untersuchten Küchen nachgewiesen. Während in England und in Tschechien Liposcelis bostrychophila die mit Abstand häufigste Art in Haushalten war, dominierten in Spanien Liposcelis decolor und Liposcelis brunnea.
Jahreszeitlich kommen Bücherläuse in Häusern ganzjährig vor, die höchsten Dichten werden normalerweise im Hochsommer (Juli und August) erreicht.
Den Namen „Bücherläuse“ verdanken die Tiere ihrem Vorkommen auch in feucht gelagerten Büchern. Es ist davon auszugehen, dass es sich dabei nicht tatsächlich um einen Verbreitungsschwerpunkt handelte oder handelt, sondern dass die im Haushalt weit verbreiteten Tiere hier durch ihre Bewegung auf aufgeblätterten Seiten am ehesten den bestehenden Befall verraten. Während stärkere Schädigung von Büchern durch die Tiere nicht bekannt ist – hier sind wohl eher die Feuchte selbst und der damit verbundene Schimmelpilz-Befall das Problem – können sie manchmal massive Schädigungen an Museumssammlungen, z. B. Insektenkästen, anrichten.
Als Räuber von Bücherläusen sind insbesondere eine Reihe von Raubmilben-Arten bekannt geworden. Auch der Bücherskorpion ernährt sich unter anderem von Bücherläusen.

## Ökonomische Bedeutung
In Haushalten gelten Staubläuse eher als Lästlinge, sie richten hier nur selten ökonomische Schäden an. Durch ihren hohen Feuchtebedarf sind sie eher Indikatoren für ein Nässeproblem (mit Schimmel und Schimmelpilzsporen) als selbst ein Problem. Heute gelten sie aber in Getreidelagern als bedeutsame Vorratsschädlinge, in einigen Ländern, so z. B. Australien, als ökonomisch bedeutsamste Getreideschädlinge überhaupt. Ihre Bedeutung als Vorratsschädlinge wurde dabei erst spät erkannt. Noch Anfang der 1990er Jahre galten sie als fast bedeutungslos. Es ist umstritten, ob dies auf eine tatsächliche Veränderung, z. B. die Einschleppung der ursprünglich aus dem tropischen Afrika stammenden Art Liposcelis bostrychophila fast weltweit, zurückgeht, oder ob der bereits vorher bestehende Schaden nur unterschätzt oder nicht bemerkt worden war. Die Arten sind wegen ihrer geringen Größe schwer nachweisbar und galten ursprünglich (irrtümlich) als an Schimmelpilzbefall gebunden. Bücherläuse können Gewichtsverluste bis zu 10 Prozent an gelagertem Getreide verursachen.
In Haushalten werden Bücherläuse oft in gelagerten Vorräten festgestellt. Insbesondere in Papiertüten gelagertes Mehl (hygroskopisch, mit einem Wassergehalt von typischerweise etwa 12 bis 14 Prozent) ist nahezu ein optimales Futter und kann, in kleinen Papiertütchen ausgelegt, als Köder für einen Befallsnachweis verwendet werden. Staubläuse, insbesondere Liposcelis bostrychophila, stehen an der Spitze der Verbraucherbeschwerden über Schädlinge in Mehl und Getreideprodukten.

## Vorbeugung und Behandlung
Eine Bekämpfung von Staubläusen in Getreidelagern ist schwierig. Unter anderem haben die Tiere gegen zahlreiche zugelassene Pestizide Resistenzen entwickelt. In Wohnungen ist dem Befall entgegenzuwirken, indem die Ursache für bestehende Nässeprobleme angegangen wird. Eine direkte Bekämpfung ist mit handelsüblichen Insektiziden (Pyrethroiden) möglich, aber selten angeraten, da ohne Beseitigung der Ursachen ein unmittelbarer Neubefall zu erwarten wäre. Als Sofortmaßnahme wird häufiges und ausgiebiges Lüften empfohlen, ohne dass aber der Erfolg überprüft oder wissenschaftlich nachgewiesen wäre. Bei den wissenschaftlichen Untersuchungen zum Vorkommen in Wohnungen wurde u. a. bei folgenden Faktoren keinerlei Zusammenhang mit einem Auftreten festgestellt: Haltung von Haustieren, Anzahl von Zimmerpflanzen, Höhe und Häufigkeit von Bäumen im Wohnungsumfeld, Lagerungs- oder Einkaufsgewohnheiten. Ein möglicher Befall hat auch direkt nichts mit Sauberkeit oder Hygiene in der Wohnung zu tun. Die Tiere werden oft beim Einkaufen durch befallene Lebensmittelpackungen eingeschleppt.
Bei Befall von Vorräten (Lebensmitteln) ist der Ekelfaktor entscheidend, direkte gesundheitliche Konsequenzen sind nicht zu erwarten. Gegebenenfalls können die Tiere durch Erhitzen im Backofen auf 70 °C oder Einfrieren (länger als eine Woche) abgetötet werden.

## Taxonomie und Systematik
Bücherläuse sind weltweit verbreitet, viele Arten sind durch den Menschen aus ihrem ursprünglichen Verbreitungsgebiet verschleppt. Zum Beispiel gelten in Tschechien 10 Arten als Neozoen. Bei einigen Arten ist das ursprüngliche Verbreitungsgebiet allerdings umstritten und möglicherweise kaum noch rekonstruierbar.
Insgesamt umfasst die Gattung Liposcelis 126 valide Arten, davon sind mindestens 34 in Europa zu erwarten. Hinzu kommen eine Reihe unbeständig eingeschleppter Arten sowie solche, deren Artangabe in der Literatur oder taxonomischer Status zweifelhaft ist. Verbreitet in Wohnungen oder Vorratslagern sind in Europa nur wenige Arten. In England waren nur Liposcelis bostrychophila und L. corrodens in Wohnungen häufig, zwei weitere Arten (L. decolor und L. mendax) traten selten auf. Häufigste im Freiland lebende Art in Deutschland ist Liposcelis silvarum.
Beschränkt man sich auf die häufigsten synanthropen Arten, kann eine Zuordnung bis zur Art mit einem amerikanischen Bildbestimmungsschlüssel versucht werden. Eine genaue Artbestimmung ist aber schwierig und anspruchsvoll und nur durch Spezialisten unter dem Mikroskop durchführbar. Hinzu kommt, dass insbesondere die häufigen Arten in nach Morphologie und Lebensweise leicht unterschiedlichen Lokalpopulationen auftreten. Um für Praktiker die Bestimmung zu erleichtern, wird versucht, molekulare Methoden zu entwickeln (vgl. DNA-Barcoding).
Die Gattung Liposcelis (Typusart: Liposcelis brunnea) wird der Familie Liposcelididae (älterer Name: Liposcelidae) und darin der Unterfamilie Liposcelidinae zugerechnet: mit Ausnahme einer einzigen, höhlenbewohnenden Art (Troglotroctes ashmoleorum), deren systematische Stellung unsicher ist, ist es allerdings die einzige Gattung dieser Unterfamilie. Die Arten der Gattung werden zu Bestimmungszwecken in vier Artengruppen zusammengefasst, deren Monophylie aber zweifelhaft ist.
Die Liposcelididae sind nach neueren Erkenntnissen näher mit den Tierläusen als mit den anderen Staubläusen verwandt. Es wird vermutet, dass sich die Läuse (in der Kreidezeit) aus Bücherlaus-ähnlichen Vorfahren entwickelt haben, die von einer Lebensweise in Nestern oder Lagern zur parasitischen Lebensweise übergegangen sind. Die genauen Verwandtschaftsverhältnisse sind aber noch umstritten. Die Erforschung wird dadurch erschwert, dass die zu Vergleichszwecken oft herangezogene Mitochondriale DNA bei dieser Gruppe stark abgewandelt ist. Bei Liposcelis bostrychophila ist das sonst übliche einfache Chromosom des Mitochondriums in zwei getrennte Chromosomen aufgespalten, bei der Menschenlaus Pediculus humanus bildet sogar jedes der 20 Gene ein eigenes kleines Chromosom.

## Fossilien
Die Gattung Liposcelis ist mit einem fossilen Vertreter (Liposcelis atavus) aus dem baltischen Bernstein (spätes Eozän, etwa 40 Millionen Jahre alt) bekannt geworden. Wahrscheinlich gehört aber auch ein ursprünglich in einer anderen Gattung beschriebenes Fossil (Embidopsocus eocenicus) aus Bernstein des Pariser Beckens (frühes Eozän, etwa 53 Millionen Jahre alt) in Wirklichkeit dazu. Dies wäre der älteste bekannte Nachweis.